# World Radio TV Handbook
『World Radio TV Handbook』（ワールド・レディオ・ティービー・ハンドブック、WRTH）とは、毎年WRTH（本部：英国）から発行されるBCLおよびSWL向け専門誌である。1945年に1946年版が創刊され、各国の放送局の所在地・周波数・スケジュールなどが掲載されている。
2021年12月10日、1999年版からWRTHを発行してきたWRTH Publicationsは、2022年版が同社が発行する最後の版となることをfacebook上でアナウンスした。
2023年版以降はドイツに本拠地を置くRadio Data Center GmbHより発行されている。

## 内容
- 読み物
- 送信所地点が記された全世界地図
- 各国の国内局住所および周波数等
  - 掲載順は、次の通り
  - 局名→住所→電話番号およびFAX番号→メルアドおよび局URL→送信所長名および局長名→スケジュールおよび周波数→アナウンス→その他
- 各国の短波局住所および周波数等
  - 掲載順は、次の通り
  - 局名→住所→電話番号およびFAX番号→メルアドおよび局URL→送信所長名および局長名→中波および短波送信所の位置関係と出力→スケジュールおよび周波数→アナウンス→インターバル・シグナル名→ベリカード発行の有無→その他
- 各国の他局住所および周波数等
- 各大陸別の周波数リスト
- 各国主要局の住所
- 標準時報局の住所および周波数等